# لا بيرليير
لا بيرليير  هي بلدية فرنسية تقع في إقليم الأردين في منطقة غراند إيست. 

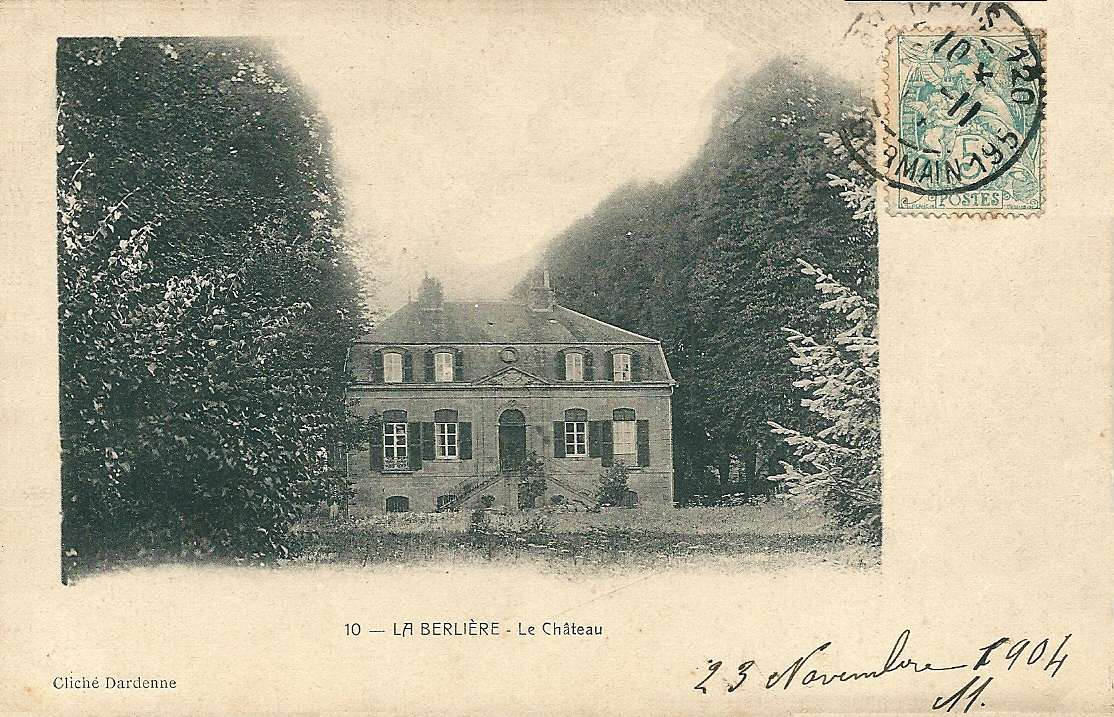
شاتو دو لا بيرليير قبل عام 1904.

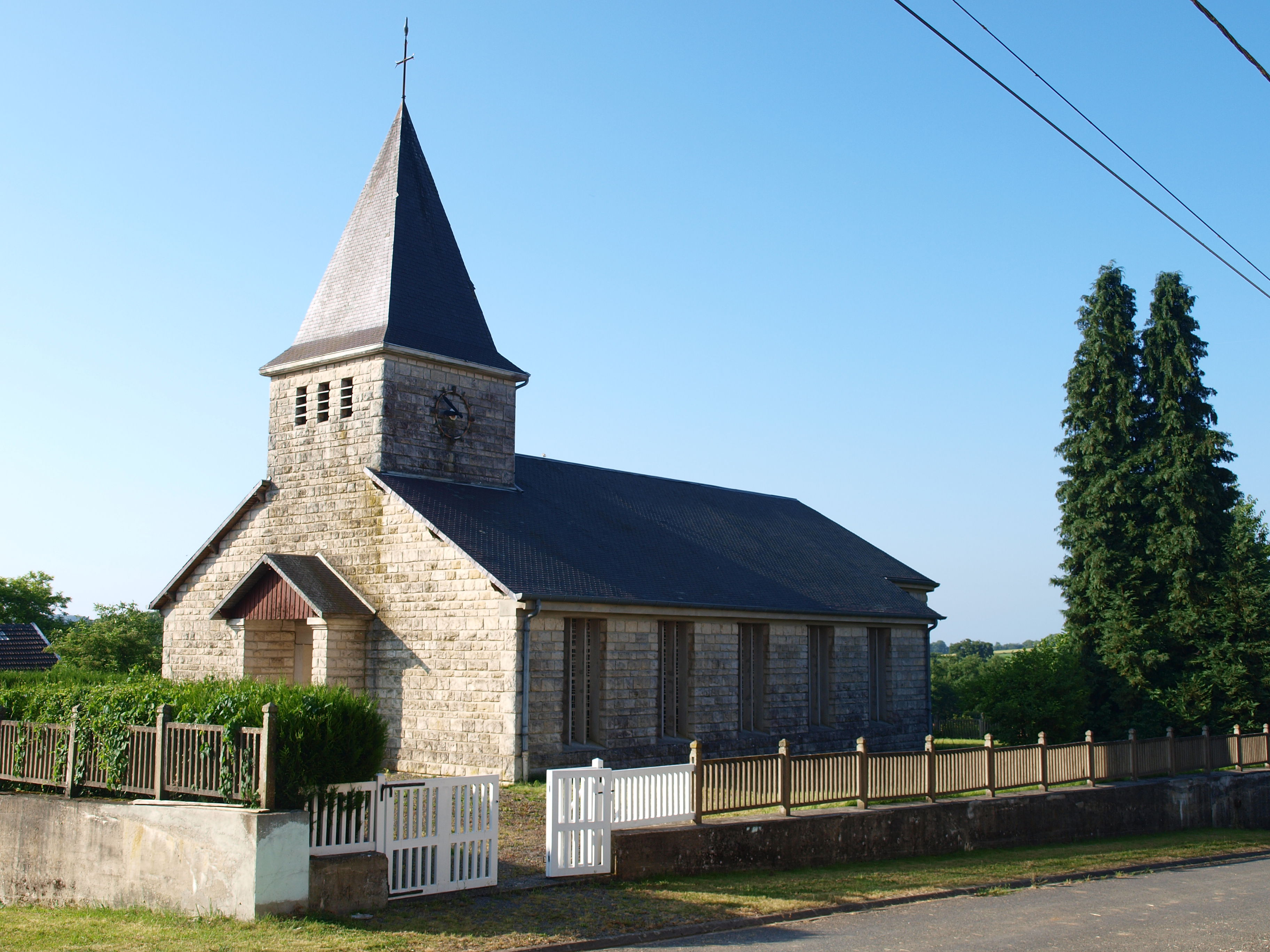
الكنيسة ، أعيد بناؤها في الخمسينيات.